# Star Realms
Star Realms est un jeu de société créé par Darwin Kastle et Robert Dougherty en 2013, édité par Wise Wizard Games en 2014 puis traduit en français par Iello en 2016. C'est un jeu de deck-building comme Dominion, pour 2 joueurs hors extension, à partir de 12 ans et durant environ 20 minutes.
Le jeu a également été adapté dans une variante Heroic fantasy : Hero Realms.

## Principe général
Chaque joueur construit sous forme de deck sa flotte galactique. Le deck s'améliore en acquérant des bases et des vaisseaux, qui procurent du Commerce, du Combat, de l'Influence et d'autres effets. Le but du jeu est de réduire à zéro l'Influence de son adversaire.

## Règle du jeu

### But du jeu
Être le dernier joueur à avoir des points d'Influence.

### Matériel
- 80 cartes Commerce, caractérisées par leur nature (base ou vaisseau) et leur faction :
  - faction Fédération du Commerce (bleu), axée gain de points d'Influence et de Commerce ;
  - faction Techno-culte (rouge), axée élimination de cartes de son deck ;
  - faction Blob (vert), axée attaque des points d'Influence adverses ;
  - faction Empire Galactique (jaune), axée pioche de cartes supplémentaires et défausse de cartes d'adversaire ;
- 16 cartes Éclaireur (8 par joueur) et 4 cartes Viper (2 par joueur), qui constituent le deck (paquet de carte) de départ des joueurs ;
- 10 cartes Prospecteur ;
- 12 cartes Influence recto-verso 1/5 (6 par joueur) ;
- 6 cartes Influence recto-verso 10/20 (3 par joueur).

### Mise en place

#### Zone commune à tous les joueurs
Le paquet de cartes Commerce est mélangé et 5 cartes en sont révélées pour constituer la ligne d'achat. Ces cartes sont remplacées dès qu'elles quittent la ligne d'achat. Une pile de cartes Prospecteur supposée illimitée est aussi disponible à l'achat.
Un espace est prévu pour la Casse, où sont placées les cartes éventuellement retirées du jeu.

#### Zone de chaque joueur
Au début de la partie, chaque joueur commence avec 50 points d'Influence, matérialisés par les cartes Influence. Le deck de départ de chaque joueur contient 8 Éclaireurs et 2 Vipers, qui sont mélangés. Pour leurs premiers tours respectifs, le premier joueur pioche 3 cartes et le deuxième joueur pioche 5 cartes.
Un espace est prévu pour la défausse de chaque joueur, où sont placées les cartes défaussées, ainsi que les cartes achetées lors du tour.

### Déroulement
Les joueurs jouent à tour de rôle. Chaque joueur commence son tour avec les cartes qu'il a en main et réalise son tour en 3 phases :
- phase principale : le joueur effectue autant d'actions qu'il le veut, dans l'ordre qu'il le veut, notamment en jouant des cartes de sa main ;
- phase de défausse : le joueur défausse les vaisseaux joués (pas les bases, qui restent en jeu) et les éventuelles cartes qui lui restent en main, et perd les points de Combat et de Commerce non dépensés ;
- phase de pioche : le joueur prend 5 cartes de sa pioche (quitte à remélanger sa défausse en pioche pour compléter).

#### Actions possibles pendant son tour de jeu
- Jouer une carte :
  - Jouer un vaisseau : la carte est posée face visible et son action Primaire est effectuée.
  - Jouer une base : la carte est posée face visible (une base reste en jeu a priori pour les prochains tours).
- Utiliser une action d'une carte en jeu :
  - Utiliser l'action Primaire d'une base : réaliser les effets de l'action Primaire d'une base en jeu (jouée ce tour-ci ou un tour précédent).
  - Utiliser une action Allié : certaines cartes ont une action Allié, symbolisée par le symbole de la faction. Elle est utilisable uniquement si le joueur dont c'est le tour a devant lui une autre carte de la même faction (carte jouée au même tour, ou bien base restée d'un tour précédent).
  - Utiliser une action Retirer : certaines cartes ont une action Retirer, symbolisé par une icône de poubelle. Un joueur peut choisir de l'activer ; dans ce cas, la carte est retirée du jeu juste après (elle n'ira plus dans sa défausse, ni donc dans sa pioche).
- Acquérir une carte : si le joueur cumule suffisamment de Commerce (obtenu par les actions), il peut acquérir une carte de Prospecteur ou de la ligne d'achat en la mettant dans sa défausse et en dépensant en Commerce le coût de cette carte.
- Attaquer : si l'adversaire dispose d'une base "Avant-Poste", elle doit nécessairement être détruite avant de pouvoir attaquer l'adversaire ou ses bases non "Avant-Poste".
  - Détruire une base adverse : le joueur dépense autant de points de Combat que la Défense de la base de l'adversaire visée, ce dernier la place dans sa défausse. Il n'est pas possible d'attaquer "partiellement" une base.
  - Attaquer l'adversaire : les points de Combat peuvent être dépensés pour réduire directement l'Influence de l'adversaire, celle-ci diminue d'autant que de points de Combat dépensés pour cette attaque.

### Fin de partie et vainqueur
La partie se termine lorsqu'il ne reste plus qu'un joueur ayant encore des points d'influence. Il est désigné gagnant.

### Mécaniques additionnelles des extensions
Plusieurs mécaniques récurrentes sont introduites par les extensions de Star Realms.
Paires de factions : certaines cartes Base ou Vaisseau appartiennent à deux factions. Leur symbole est la fusion de deux symboles parmi les quatre factions (six combinaisons sont donc possibles). Une telle carte permet d’activer les actions Allié de chacune des deux factions auxquelles elle appartient. Elle peut disposer d’une action Allié de chacune des factions, ou bien d’une action Allié avec le symbole fusionné, qui peut être activé aussi bien par l’une ou l’autre des deux factions (pas besoin des deux).
Action Double Allié : des cartes disposent d’une action supplémentaire nécessitant d’avoir en jeu deux autres cartes d’une même faction pour l’activer (au lieu d’une seule pour les actions Allié).
Cartes Héros : les cartes de ce nouveau type font partie de la pile Commerce. Lorsqu’un joueur achète une carte Héros, celle-ci entre en jeu et déclenche son éventuelle action Primaire. Les cartes Héros ne sont pas défaussées à la fin du tour. Elles restent en jeu jusqu’à ce que son action Retirer soit utilisée. Bien qu’elles n’appartiennent à aucune faction, les cartes Héros permettent d’activer les actions Allié de la faction dont le symbole apparaît dans les actions du Héros le tour où elles sont utilisées.
Cartes Événement : les cartes de ce nouveau type font partie de la pile Commerce, mais ne peuvent pas être achetées. Lorsqu’une carte Événement apparaît sur la ligne d’achat, son effet est immédiatement résolu, puis elle est remplacée par la carte suivante de la pile Commerce.
Cartes Gambit : ces cartes sont attribuées aux joueurs aléatoirement en début de partie (2 par joueur par défaut). Un joueur peut révéler une carte Gambit en début de partie ou pendant sa phase principale. Certaines cartes Gambit ont un effet à usage unique, d’autres ont un effet continu sur le reste de la partie.
Cartes Score : ces cartes permettent un suivi pratique des points d’Influence, avec une carte pour les dizaines (selon l’orientation) par-dessus une carte pour les unités (selon la position de l’autre carte).

## Variantes

### Variantes compétitives à 3 joueurs ou plus
Une boîte de jeu standard ne permet de jouer qu'à deux car il n'y a que deux lots de cartes de départ (8 Éclaireurs et 2 Vipers). Cependant, il est possible de jouer à plus de 2 en utilisant plusieurs boîtes de jeu ou des extensions indépendantes. Différents modes de jeu sont alors proposés :
- combat à mort : tout le monde contre tout le monde, le dernier joueur en lice est déclaré vainqueur ;
- chasse à l'homme : les joueurs ne peuvent attaquer que leur voisin de gauche, avec deux modes de victoire :
  - premier sang : le premier joueur qui élimine son voisin de gauche est déclaré vainqueur ;
  - dernier survivant : quand un joueur élimine son voisin de gauche, il prend pour nouvelle cible le voisin suivant, le dernier joueur non-éliminé est déclaré vainqueur ;
- l'hydre : un nombre pair de joueurs est réparti en 2 équipes qui partagent leur score d'influence et leur tour de jeu ;
- l'empereur : deux équipes de trois, dont deux joueurs "amiraux" qui doivent aider un joueur "empereur" à éliminer l'empereur adverse ;
- raid : un joueur incarne le boss, disposant de davantage de cartes par tour et de points d'Influence initiaux, et affronte seul tous les autres joueurs constituant une équipe.

### Variantes coopératives à partir de 1 joueur
Les cartes Défi Co-op et Défi Solo de l'extension Star Realms: Gambit Set permettent respectivement de jouer à plusieurs en mode coopération (tous les joueurs sont alliés contre un ennemi commun matérialisé par une carte) ou bien seul (contre un ennemi matérialisé par une carte).

## Extensions

### Extensions autonomes
Les extensions suivantes peuvent remplacer le jeu de base, et contiennent notamment des decks de départ.
- Star Realms : Colony Wars (2015, VF en 2017) contient le même matériel que le jeu de base, mais avec des cartes Commerce différentes[2].
- Star Realms : Frontières (2018, VF en 2020) contient 4 decks de départ, ainsi que des cartes Commerce et des cartes Défi inédites[3].

### Extensions non-autonomes
Les extensions suivantes nécessitent le jeu de base ou une extension autonome pour pouvoir jouer.
Star Realms : Crisis (2014) quatre boosters d’extension ajoutant 12 cartes de jeu chacune.
- Événements : 12 cartes Événement.
- Héros : 12 cartes Héros.
- Bases & Vaisseaux : 12 cartes Vaisseau et Base.
- Flottes et Bastions : 12 cartes Vaisseau et Base.

Star Realms : Gambit Set (2014) : 13 cartes Gambit, 3 cartes du Vaisseau neutre Croiseur Mercenaire qui permet de jouer l'effet allié de n'importe quelle faction, 2 cartes Défi Solo et 2 cartes Défi Co-op.
Star Realms : Cosmic Gambit Set (2015) : 13 cartes Gambit, et une Base neutre, jouable comme effet d’une carte Gambit.
Star Realms : United (2016, VF 2018) quatre boosters d’extension ajoutant 12 cartes de jeu chacune.
- Assaut : 12 cartes Vaisseau et Base.
- Commandement : 12 cartes Vaisseau et Base.
- Missions : 12 cartes Mission, introduisant un mode de victoire supplémentaire. Chaque joueur reçoit 3 cartes Mission en début de partie. Une carte Mission peut être révélée par tour si son objectif est accompli, donnant des effets supplémentaires. Un joueur qui accomplit ses 3 missions remporte la partie.
- Héros : 12 cartes Héros.

Star Realms : Promo Pack 1 (2016) : 15 cartes Vaisseau et Base.
Star Realms : Promo Pack 2 (2017) : 12 cartes Vaisseau.
Star Realms : Scenarios (2018, VF 2019) : 20 cartes Scénario, une carte Scénario est tirée au début de la partie et modifie un aspect des règles du jeu.
Star Realms : Decks de Commandement (2018, VF 2020) : six boosters d'extension ayant chacun 18 cartes : 12 cartes formant un deck de départ alternatif, 1 carte de Commandant Légendaire que le joueur incarne (précisant son nombre de points d’Influence initial et la taille de sa main), 2 cartes Gambit attribuées au joueur et 2 cartes Score.
- L’Alliance : des factions Empire galactique et Fédération du Commerce.
- L’Alignement : des factions Empire galactique et Techno-culte.
- La Coalition : des factions Fédération du Commerce et Techno-culte.
- Le Pacte : des factions Blob et Fédération du Commerce.
- L’Union : des factions Blob et Empire galactique.
- L’Unité : des factions Techno-culte et Blob.

Star Realms : High Alert (2021, VF 2023) quatre boosters d’extension ajoutant 12 cartes de jeu chacune.
- Héros : 12 cartes Héros de paires de factions.
- Invasion : 12 cartes Vaisseau et Base, avec des actions Double Allié.
- Réquisition : 12 cartes Vaisseau et Base, avec réduction du coût en fonction du nombre de cartes en jeu de la même faction.
- Tech : 12 cartes Tech. Une carte Tech entre en jeu et y reste définitivement une fois achetée. Elle donne au joueur une capacité permanente activable une fois par tour pour des points de Commerce.

## Récompenses
- Dice Tower Gaming Awards, 2014, Meilleur jeu de petit éditeur et Meilleur jeu deux joueurs[7]
- Golden Geek Awards, 2014, Meilleur jeu deux joueurs, Meilleur jeu de cartes, Meilleur jeu indépendant et Meilleur jeu format mobile[8]